# 武石あゆ実
武石 あゆ実（たけいし あゆみ、1987年5月9日 - ）は、日本の女性声優。神奈川県横浜市出身。旧芸名は歩河 みぃな（あゆかわ みぃな）及びミィナ・M・フラーチェ。アミュレート所属。

## 略歴
小学生の頃、『ポケットモンスター』が好きで、偶々車で流れていたラジオから「サトシの声がする!?」と思っていたところ松本梨香の番組で、「中の人が存在するんだ!」気づいたところから声優を目指した。サトシがいなかったら「たぶん人生違ってた」と語る。
明治大学文学部演劇専攻卒業。Hyper Voice出身。
松濤アクターズギムナジウム10期生で、2008年2月まではケッケコーポレーションに所属していた。その後、フリーで活動していたが、2009年4月から2010年3月までJTBエンタテインメントに所属。2010年4月よりラブトラックス所属。移籍と同時に「歩河みぃな」に改名。
ユニット「ぷちでぃーば」としての活動もしていたが、2007年8月25日に解散した。
アフィリア・サーガ・イースト初期メンバーとして2012年まで活動していた。
2014年10月1日から、再び「武石あゆ実」名義に再改名。なお、アダルトゲーム出演時は「歩河みぃな」名義を引き続き使用。

## 人物
好きな生物はキリン、タコ、ダチョウ、ワニ、アルパカ。趣味はピアノ、声楽。特技は器械体操。
免許・資格は硬筆書写検定2級。

## 出演
太字はメインキャラクター。

### テレビアニメ
2009年
- エレメントハンター（李銀姫）
- 空中ブランコ
- 東京マグニチュード8.0

2014年
- 星刻の竜騎士（メイド）

2016年
- スカーレッドライダーゼクス（女性B）
- B-PROJECT〜鼓動*アンビシャス〜（ミー）

2018年
- LOST SONG（女、侍女、少年）
- PERSONA5 the Animation（女子生徒A）

2019年
- この世の果てで恋を唄う少女YU-NO

### OVA
- Master Must Murder（2017年、存子）

### 一般ゲーム
2007年
- Que 〜エンシェントリーフの妖精〜（ミュン / 天川しずく）
- 妖鬼姫伝〜あやかし幻灯話〜（奏）

2009年
- STEINS;GATE（女子高生、生徒）

2010年
- CHAOS;HEAD らぶChu☆Chu!
- スカーレッドライダーゼクス（ユゥジの妹）
- 超次元ゲイム ネプテューヌ（守り人）
- BEYOND THE FUTURE（少年、少女）

2012年
- ハローキティといっしょ! ブロッククラッシュV（かのん）

2013年
- アンジュ・ヴィエルジュ〜第2風紀委員 ガールズバトル〜（コードΩ31オリガ）
- 空を仰ぎて雲たかく Portable（ローリエ）

2015年
- クロスサマナー（八雲）
- 超次元大戦 ネプテューヌVSセガ・ハード・ガールズ 夢の合体スペシャル
- 百花繚乱エリクシル 〜Record of Torenia Revival〜（ジャスミン・ヒヤシンス）
- 不思議の幻想郷 -THE TOWER OF DESIRE-（火焔猫燐、今泉影狼）※同人ゲーム
- メイデンクラフト（久留里こいん）
- CHAOS;CHILD

2016年
- 不思議の幻想郷 TOD -RELOADED-（火焔猫燐、今泉影狼）
- トリックスター 召喚士になりたい（ロレリア、キャサリン、ピムピ、チェシャ）
- 赤い砂堕ちる月
- もし、この世界に神様がいるとするならば
- ご注文はうさぎですか?? Wonderful party!
- DIABOLIK LOVERS LUNATIC PARADE
- 桃色大戦ぱいろん（夜舞みちる、パステル）

2017年
- IS 〈インフィニット・ストラトス〉 アーキタイプ・ブレイカー（凰乱音）
- クランク・イン（川村綾）
- 天歌統一ぷろじぇくと（織田信長、竹中半兵衛）

2018年
- メモリーズオフ -Innocent Fille- / for Dearest（2018年 - 2019年、三城柚莉） - 2作品

2019年
- JUDGEMENT 7 俺達の世界わ終っている。（くらげ3号）
- 不思議の幻想郷 -ロータスラビリンス-（今泉影狼 他）
- エンゲージプリンセス〜眠れる姫君と夢の魔法使い〜（ラーラ）
- シャイニー・シスターズ〜女装主人公アイドルプロジェクト〜（真原葵）

2020年
- デスティニーチャイルド（パケト）

2022年
- Relayer（ナイル / シリウス）

### 成人向けゲーム
2010年
- ひよこストライク!（天井心音）

2011年
- あっぱれ!天下御免（長屋の女子生徒）
- おしゃべり対戦Reversi（水森立花）
- 花咲く乙女と恋の魔導書（ドルチェ、アイシア）

2012年
- あっぱれ!天下御免［祭］〜恋と嵐は大江戸の華〜（長屋好）
- Chaos Labyrinth -ケイオスラビリンス-（サミーラ、セラフィナ、美玲）

2013年
- LOVESICK PUPPIES-僕らは恋するために生まれてきた-（柴咲まるな）
- あまたらすリドルスター（八多真鳥）
- 戦刃乙女-マキナに宿りし心が願うは…-（真城茉莉）
- 空を仰ぎて雲たかくplus（ローリエ）
- 恋×恋＝∞（金剛伊佐美）
- 桜舞う乙女のロンド（2013年 - 2014年、真原葵） - 2作品
- 逃避行GAME（天井心音）
- 百花繚乱エリクシル（ジャスミン・ヒヤシンス）

2014年
- 天秤のLa DEA。戦女神MEMORIA（アリシア・カーペント）
- ひとなつの（金松絵里）

2015年
- IZUMO4（稲佐白兎）
  - IZUMO4 -異世界の彼方より-（稲佐白兎）

- ピュア×コネクト（日羽翔子）
- 乱れ雪月華 〜儚く散る細雪〜 / 〜月夜の淫舞、狂気の契り〜（2015年 - 2016年、笹乃目雪那） - 2作品
- ラビリンスバインド
- 淫魔降臨デビル☆カーニバル（イルミ）
- サノバウィッチ

2016年
- 千恋*万花（成美）

2017年
- 弓張月の導き雲はるか（ローリエ）
- ガールズクロスクロニクル（オリヴィア）
- 神楽黎明記〜莉音の章〜 / 〜莉音の章〜 弐（2017年 - 2018年、杜崎莉音） - 2作品

2020年
- ねこツク、さくら。（上路弥生）

2021年
- 奴隷姫騎士と奴隷侍女とのスローライフ（ファルナ）

### アプリ
- サウザンドメモリーズ
- BRAVERY ARCHIVES D´s Report

### 音声作品
- 耳癒妖精風俗（2018年、エルフ[30]）
- 両耳舐め♪エルフ×ダークエルフ（2018年、エルフ、ダークエルフ）[31]
- ご飯にする?お風呂にする?それとも、わ・た・し?退魔巫女杜崎莉音とのイチャイチャ同棲生活（2021年、杜崎莉音[32]）

### ラジオ
※はインターネット配信。
2000年代
- アキバ系アイドルチャンネル情報局（時期不明）
- ぷちでぃーばのミッション・サプライズ（2006年、音泉※）
- ラジオ!転寝日和（2007年、アニメしませんか?ブログ インターネットラジオ※）

2010年代
- LOVE×Station（2011年 - 2014年、LOVE×Station WEB）
- 劇団サンバカーニバル（2015年 - 2016年、アシスタント担当）
- 月曜の夜だから・・・。（2016年 - 、FM-FUJI）

#### ラジオドラマ
- DECODERS（北岡椿、時期不明）

#### ラジオCD
- AXLラジオ「百花繚乱エリクシル」ミルトス放送局!（2013年12月）

### テレビ番組
- 声優になる!最強学園（2007年、GYAO!）[33]
- ゲーム★マニアックス（2013年、マックス・ガールズ担当、#31 - ）

### 映画
- 呪いの妖面 第2話「トイレ」（キョウコ）

### 舞台
時期不明
- 東京芸術劇場「悲哀の路地」
- OMEGA TOKYO「走者はつまずく」（ルイーズ）

2009年
- ちゃんぽん（森井睦 演出 、あうるすぽっと）

2013年
- 虹の彼方へ（築地ブディストホール）

## ディスコグラフィ

### キャラクターソング
| 発売日         | 商品名                               | 歌                     | 楽曲                | 備考                                             |
| -------------- | ------------------------------------ | ---------------------- | ------------------- | ------------------------------------------------ |
| 2007年8月10日  | Que Character Image Mini Album Vol.3 | ミュン（武石あゆ実）   | 「夢のとなりで」    | ゲーム『Que 〜エンシェントリーフの妖精〜』関連曲 |
| 2019年12月20日 | 「シャイニー・シスターズ」豪華版特典 | シャイニー・シスターズ | 「Shinin' Stars!!」 | PCゲーム『シャイニー・シスターズ』主題歌         |

### その他参加楽曲
| 発売日         | 商品名                                                    | 歌           | 楽曲                                                 | 備考                                             |
| -------------- | --------------------------------------------------------- | ------------ | ---------------------------------------------------- | ------------------------------------------------ |
| 2006年10月29日 | フォトCDブックレット「声優アイドルのつくり方」            | ぷちでぃーば |                                                      |                                                  |
| 2007年3月28日  | ぷちでぃーば!のミッションリターンズCD〜狼なんか怖くない〜 | ぷちでぃーば | 「狼なんか怖くない」 「春の星」 「ラムのラブソング」 |                                                  |
| 2007年11月9日  | Que Perfect Vocal Collection                              | 武石あゆ実   | 「Over」 「ぴゅあるんはっぴー」                      | ゲーム『Que 〜エンシェントリーフの妖精〜』挿入歌 |

## その他

### モデル
- 「Be★With」カタログ・サイトモデル

### 作曲
- LOVE×Station（歌：歩河みぃな、藤崎さや香）

### ユニットメンバー
1. ↑  月丘晶子（まきいづみ）、深山瑞希（桐谷華）、真原葵（歩河みぃな）、塚原いずみ（月野きいろ）、朝倉千弘（ひな葉月）、雨桜みさき（北見六花）、塔矢優紀（春乃いろは）
2. ↑  林奈々子、武石あゆ実、岩本小百合、妻鹿綾子